# Kayangel (eiland)
Kayangel, ook Ngcheangel of Ngajangel genoemd, is een eiland in het Palause atol Kayangel en de hoofdplaats van de gelijknamige staat, waar het atol deel van uitmaakt. Strikt genomen is Kayangel geen dorp, maar een aaneenschakeling van de vijf gehuchten op het eiland, het enige bewoonde in de staat.
Kayangel is het noordoostelijkste en veruit het grootste van de vier eilanden in het gelijknamige atol. Het telt 188 inwoners (2005) op een oppervlakte van 1,1 vierkante kilometer, en ligt 70 kilometer verwijderd van de hoofdstad Melekeok op het eiland Babeldaob.

## Geografie
Kayangel is zeer vlak — het hoogste punt ligt slechts vier meter boven de zeespiegel — en dicht bebost. Het eiland is 2,57 kilometer lang, en de breedte varieert van 270 meter in het zuiden tot 700 meter in het noorden. Aan de westkust van het eiland, de binnenkant van de lagune, liggen de vijf gehuchten (van noord naar zuid) Orukei, Dilong, Doko, Olkang en Dimes, die gezamenlijk gelden als het bestuurlijk centrum van de staat Kayangel.

## Economie en voorzieningen
De inwoners van Kayangel leven voornamelijk van kleinschalige visvangst en landbouw. Op het eiland bevinden zich een school, een bibliotheek en een tweetal kleine winkels. De elektriciteit wordt opgewekt door zonnepanelen en private generatoren.

## Bezienswaardigheden en toerisme
Het hele atol Kayangel is een interessante snorkelplek. De traditionele bai (huis in typische Palause stijl) werd door tyfoon Mike verwoest in november 1990, en vervangen door een betonnen exemplaar.
Vermits Kayangel niet over commerciële logiesmogelijkheden beschikt, overnachten toeristen doorgaans tegen een kleine vergoeding bij particuliere personen.

## Vervoer
Bij laagwater kunnen de drie onbewoonde eilanden ten zuiden van Kayangel al wadend bereikt worden. Auto's worden op Kayangel, in tegenstelling tot motorfietsen, niet gebruikt.
Aangezien Kayangel niet over een luchthaven beschikt, geschiedt vervoer vanuit de rest van het land en naar de andere delen van de staat uitsluitend per boot; de overtocht vanop het hoofdeiland Babeldaob duurt circa drie uur. Doko beschikt over een 130 meter lange aanlegsteiger in de lagune, die kan worden bereikt via een smalle opening in het westen van het atol, Ulach genoemd.
Dilong · Dimes · Doko · Olkang · Orukei
Kayangel · Ngerebelas · Ngeriungs · Orak
Airai · Dongosaro · Hatohobei · Imeong · Kayangel · Kloulklubed · Koror · Melekeok · Mengellang · Mongami · Ngaramasch · Ngatpang Village · Ngchesar Hamlet · Ngercheluuk · Ulimang · Urdmang